# Numforliest
Der Numforliest (Tanysiptera carolinae) ist ein nur auf Numfor, einer kleinen indonesischen Insel nördlich von Westneuguinea, vorkommender Eisvogel, der zu den Paradieseisvögeln gehört und zu den für diese Gattung typischen Inselendemiten zählt. Er lebt auf Numero in Wäldern und offenen Landschaften. Die Bestandssituation dieser Art wird von der IUCN mit potentiell gefährdet (near threatened) eingestuft. Es werden keine Unterarten unterschieden.

## Merkmale
Der Numforliest erreicht inklusive der verlängerten Steuerfedern eine Körperlänge von 34 bis 38 Zentimetern.
Das Gefieder ist an Kopf, Körper und Flügel blau-violett gefärbt, wobei der Scheitel am hellsten und die Flügel an den Schulterfedern und den Schirmfedern fast schwarz sind. Der untere Rücken, der Rumpf und die Unterschwanzdecken sind dagegen weiß. Der rund 10 cm lange weiße Schwanz hat verlängerte Mittelfedern, mit einem 12 cm langen, dunkelblauen nackten Schaft und weißen Enden. Der 4 cm lange Schnabel ist scharlachrot, die Augen sind dunkelbraun, Füße und Beine oliv-braun.
Der Jungvogel ist am Kopf und der Oberseite blau-violett gefärbt. Der Rumpf und die Oberschwanzdecken sind weiß mit verwaschenen Rottönen und schwacher schwarzer Strichelung; der Schwanz ist schwärzlich mit weißer Strichelung. Kinn und Kehle sind zimtfarben, die Brust und der Bauch sind schwach rötlich, mit vereinzelten schwarz-violette Federn. Die Unterschwanzdecken sind weiß.

## Lebensraum

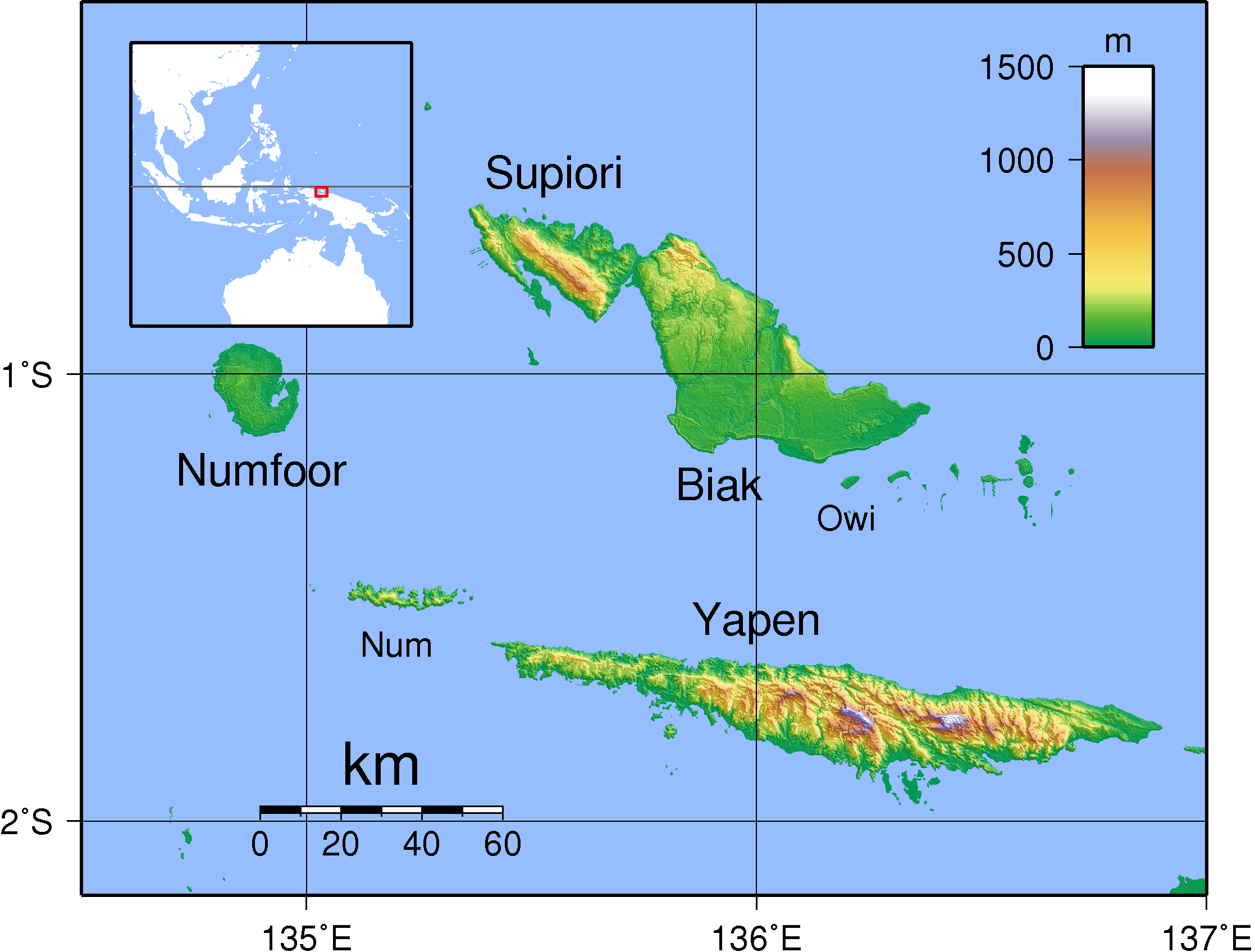
Lage von Numfor, dem Verbreitungsgebiet des Numforliestes

Numfor  ist eine der Biak-Inseln, die zu den Schouten-Inseln gehören. Die Insel liegt unmittelbar nördlich der großen Cenderawasih-Bucht zwischen der Vogelkop-Halbinsel und Supiori und Yapen. Annähernd oval, hat sie eine Fläche von 335 Quadratkilometern, die höchste Erhebung beträgt lediglich 204 Meter. Der Numforliest kommt im gesamten Gebiet der Insel vor und besiedelt auch die Küstendünen und die mittlerweile durch Abholzung veränderten Waldgebiete.

## Verhalten
Der Numforliest ernährt sich von Heuschrecken, Käfern und Schnecken.
Über das Verhalten und das Brutgeschäft ist sonst wenig bekannt.

## Einzelbelege
1. 1 2   Beehler &. Pratt: Birds of New Guinea. S. 224.
2. 1 2   Handbook of the Birds of the World zum Elliotliest, aufgerufen am 22. Juni 2017